# اچ‌ام‌اس آر۱
اچ‌ام‌اس آر۱ (به انگلیسی: HMS R1) یک زیردریایی بود که طول آن ۱۶۳ فوت (۵۰ متر) بود. این زیردریایی در سال ۱۹۱۸ ساخته شد.